# هیروکی میهارا
هیروکی میهارا (انگلیسی: Hiroki Mihara؛ زادهٔ ۲۰ آوریل ۱۹۷۸) بازیکن فوتبال اهل ژاپن است.
از باشگاه‌هایی که در آن بازی کرده‌است می‌توان به باشگاه فوتبال کونسادول ساپورو، باشگاه فوتبال آویسپا فوکوئوکا، باشگاه فوتبال ساگان توسو، و باشگاه فوتبال ناگویا گرامپوس اشاره کرد.